# Okręgowe rozgrywki w piłce nożnej woj. białostockiego (1969/1970)
36. Edycja okręgowych rozgrywek w piłce nożnej województwa białostockiego

Okręgowe rozgrywki w piłce nożnej województwa białostockiego prowadzone są przez Białostocki Okręgowy Związek Piłki Nożnej, rozgrywane są w trzech ligach, najwyższym poziomem jest klasa okręgowa,następnie klasa A i klasa B (3 grupy).

Mistrzostwo Okręgu zdobyła drużyna Sokoła Sokółka.

Okręgowy Puchar Polski zdobyły Wigry Suwałki.
Drużyny z województwa białostockiego występujące w centralnych i makroregionalnych poziomach rozgrywkowych:
- I Liga - brak
- II Liga - brak
- III Liga - Włókniarz Białystok, Mazur Ełk.

| Rozgrywki      | Poziomy rozgrywkowe w sezonie 1969/70 | Poziomy rozgrywkowe w sezonie 1969/70 | Poziomy rozgrywkowe w sezonie 1969/70 | Poziomy rozgrywkowe w sezonie 1969/70 | Poziomy rozgrywkowe w sezonie 1969/70 | Poziomy rozgrywkowe w sezonie 1969/70 | Poziomy rozgrywkowe w sezonie 1969/70 | Poziomy rozgrywkowe w sezonie 1969/70 | Poziomy rozgrywkowe w sezonie 1969/70 | Poziomy rozgrywkowe w sezonie 1969/70 | Poziomy rozgrywkowe w sezonie 1969/70 | Poziomy rozgrywkowe w sezonie 1969/70 | Poziomy rozgrywkowe w sezonie 1969/70 | Poziomy rozgrywkowe w sezonie 1969/70 | Poziomy rozgrywkowe w sezonie 1969/70 | Poziomy rozgrywkowe w sezonie 1969/70 | Poziomy rozgrywkowe w sezonie 1969/70 | Poziomy rozgrywkowe w sezonie 1969/70 | Poziomy rozgrywkowe w sezonie 1969/70 | Poziomy rozgrywkowe w sezonie 1969/70 | Poziomy rozgrywkowe w sezonie 1969/70 | Poziomy rozgrywkowe w sezonie 1969/70 | Poziomy rozgrywkowe w sezonie 1969/70 | Poziomy rozgrywkowe w sezonie 1969/70 | Poziomy rozgrywkowe w sezonie 1969/70 | Poziomy rozgrywkowe w sezonie 1969/70 | Poziomy rozgrywkowe w sezonie 1969/70 | Poziomy rozgrywkowe w sezonie 1969/70 | Poziomy rozgrywkowe w sezonie 1969/70 | Poziomy rozgrywkowe w sezonie 1969/70 | Poziomy rozgrywkowe w sezonie 1969/70 | Poziomy rozgrywkowe w sezonie 1969/70 | Poziomy rozgrywkowe w sezonie 1969/70 | Poziomy rozgrywkowe w sezonie 1969/70 | Poziomy rozgrywkowe w sezonie 1969/70 | Poziomy rozgrywkowe w sezonie 1969/70 | Poziomy rozgrywkowe w sezonie 1969/70 | Poziomy rozgrywkowe w sezonie 1969/70 | Poziomy rozgrywkowe w sezonie 1969/70 | Poziomy rozgrywkowe w sezonie 1969/70 | Poziomy rozgrywkowe w sezonie 1969/70 | Poziomy rozgrywkowe w sezonie 1969/70 | Poziomy rozgrywkowe w sezonie 1969/70 | Poziomy rozgrywkowe w sezonie 1969/70 | Poziomy rozgrywkowe w sezonie 1969/70 | Poziomy rozgrywkowe w sezonie 1969/70 | Poziomy rozgrywkowe w sezonie 1969/70 | Poziomy rozgrywkowe w sezonie 1969/70 | Poziomy rozgrywkowe w sezonie 1969/70 | Poziomy rozgrywkowe w sezonie 1969/70 | Poziomy rozgrywkowe w sezonie 1969/70 | Poziomy rozgrywkowe w sezonie 1969/70 | Poziomy rozgrywkowe w sezonie 1969/70 | Poziomy rozgrywkowe w sezonie 1969/70 | Poziomy rozgrywkowe w sezonie 1969/70 | Poziomy rozgrywkowe w sezonie 1969/70 | Poziomy rozgrywkowe w sezonie 1969/70 | Poziomy rozgrywkowe w sezonie 1969/70 | Poziomy rozgrywkowe w sezonie 1969/70 | Poziomy rozgrywkowe w sezonie 1969/70 | Poziomy rozgrywkowe w sezonie 1969/70 |
| -------------- | ------------------------------------- | ------------------------------------- | ------------------------------------- | ------------------------------------- | ------------------------------------- | ------------------------------------- | ------------------------------------- | ------------------------------------- | ------------------------------------- | ------------------------------------- | ------------------------------------- | ------------------------------------- | ------------------------------------- | ------------------------------------- | ------------------------------------- | ------------------------------------- | ------------------------------------- | ------------------------------------- | ------------------------------------- | ------------------------------------- | ------------------------------------- | ------------------------------------- | ------------------------------------- | ------------------------------------- | ------------------------------------- | ------------------------------------- | ------------------------------------- | ------------------------------------- | ------------------------------------- | ------------------------------------- | ------------------------------------- | ------------------------------------- | ------------------------------------- | ------------------------------------- | ------------------------------------- | ------------------------------------- | ------------------------------------- | ------------------------------------- | ------------------------------------- | ------------------------------------- | ------------------------------------- | ------------------------------------- | ------------------------------------- | ------------------------------------- | ------------------------------------- | ------------------------------------- | ------------------------------------- | ------------------------------------- | ------------------------------------- | ------------------------------------- | ------------------------------------- | ------------------------------------- | ------------------------------------- | ------------------------------------- | ------------------------------------- | ------------------------------------- | ------------------------------------- | ------------------------------------- | ------------------------------------- | ------------------------------------- | ------------------------------------- |
| Centralne      | I poziom ligowy                       | I Liga                                | I Liga                                | I Liga                                | I Liga                                | I Liga                                | I Liga                                | I Liga                                | I Liga                                | I Liga                                | I Liga                                | I Liga                                | I Liga                                | I Liga                                | I Liga                                | I Liga                                | I Liga                                | I Liga                                | I Liga                                | I Liga                                | I Liga                                | I Liga                                | I Liga                                | I Liga                                | I Liga                                | I Liga                                | I Liga                                | I Liga                                | I Liga                                | I Liga                                | I Liga                                | I Liga                                | I Liga                                | I Liga                                | I Liga                                | I Liga                                | I Liga                                | I Liga                                | I Liga                                | I Liga                                | I Liga                                | I Liga                                | I Liga                                | I Liga                                | I Liga                                | I Liga                                | I Liga                                | I Liga                                | I Liga                                | I Liga                                | I Liga                                | I Liga                                | I Liga                                | I Liga                                | I Liga                                | I Liga                                | I Liga                                | I Liga                                | I Liga                                | I Liga                                | I Liga                                |
| Centralne      | II poziom ligowy                      | II Liga                               | II Liga                               | II Liga                               | II Liga                               | II Liga                               | II Liga                               | II Liga                               | II Liga                               | II Liga                               | II Liga                               | II Liga                               | II Liga                               | II Liga                               | II Liga                               | II Liga                               | II Liga                               | II Liga                               | II Liga                               | II Liga                               | II Liga                               | II Liga                               | II Liga                               | II Liga                               | II Liga                               | II Liga                               | II Liga                               | II Liga                               | II Liga                               | II Liga                               | II Liga                               | II Liga                               | II Liga                               | II Liga                               | II Liga                               | II Liga                               | II Liga                               | II Liga                               | II Liga                               | II Liga                               | II Liga                               | II Liga                               | II Liga                               | II Liga                               | II Liga                               | II Liga                               | II Liga                               | II Liga                               | II Liga                               | II Liga                               | II Liga                               | II Liga                               | II Liga                               | II Liga                               | II Liga                               | II Liga                               | II Liga                               | II Liga                               | II Liga                               | II Liga                               | II Liga                               |
| Makroregionlne | III poziom ligowy                     | III Liga - gr.I                       | III Liga - gr.I                       | III Liga - gr.I                       | III Liga - gr.I                       | III Liga - gr.I                       | III Liga - gr.I                       | III Liga - gr.I                       | III Liga - gr.I                       | III Liga - gr.I                       | III Liga - gr.I                       | III Liga - gr.I                       | III Liga - gr.I                       | III Liga - gr.I                       | III Liga - gr.I                       | III Liga - gr.I                       | III Liga - gr.II                      | III Liga - gr.II                      | III Liga - gr.II                      | III Liga - gr.II                      | III Liga - gr.II                      | III Liga - gr.II                      | III Liga - gr.II                      | III Liga - gr.II                      | III Liga - gr.II                      | III Liga - gr.II                      | III Liga - gr.II                      | III Liga - gr.II                      | III Liga - gr.II                      | III Liga - gr.II                      | III Liga - gr.II                      | III Liga - gr.III                     | III Liga - gr.III                     | III Liga - gr.III                     | III Liga - gr.III                     | III Liga - gr.III                     | III Liga - gr.III                     | III Liga - gr.III                     | III Liga - gr.III                     | III Liga - gr.III                     | III Liga - gr.III                     | III Liga - gr.III                     | III Liga - gr.III                     | III Liga - gr.III                     | III Liga - gr.III                     | III Liga - gr.III                     | III Liga - gr.IV                      | III Liga - gr.IV                      | III Liga - gr.IV                      | III Liga - gr.IV                      | III Liga - gr.IV                      | III Liga - gr.IV                      | III Liga - gr.IV                      | III Liga - gr.IV                      | III Liga - gr.IV                      | III Liga - gr.IV                      | III Liga - gr.IV                      | III Liga - gr.IV                      | III Liga - gr.IV                      | III Liga - gr.IV                      | III Liga - gr.IV                      |
| Okręgowe       | IV poziom ligowy                      | Klasa Okręgowa                        | Klasa Okręgowa                        | Klasa Okręgowa                        | Klasa Okręgowa                        | Klasa Okręgowa                        | Klasa Okręgowa                        | Klasa Okręgowa                        | Klasa Okręgowa                        | Klasa Okręgowa                        | Klasa Okręgowa                        | Klasa Okręgowa                        | Klasa Okręgowa                        | Klasa Okręgowa                        | Klasa Okręgowa                        | Klasa Okręgowa                        | Klasa Okręgowa                        | Klasa Okręgowa                        | Klasa Okręgowa                        | Klasa Okręgowa                        | Klasa Okręgowa                        | Klasa Okręgowa                        | Klasa Okręgowa                        | Klasa Okręgowa                        | Klasa Okręgowa                        | Klasa Okręgowa                        | Klasa Okręgowa                        | Klasa Okręgowa                        | Klasa Okręgowa                        | Klasa Okręgowa                        | Klasa Okręgowa                        | Klasa Okręgowa                        | Klasa Okręgowa                        | Klasa Okręgowa                        | Klasa Okręgowa                        | Klasa Okręgowa                        | Klasa Okręgowa                        | Klasa Okręgowa                        | Klasa Okręgowa                        | Klasa Okręgowa                        | Klasa Okręgowa                        | Klasa Okręgowa                        | Klasa Okręgowa                        | Klasa Okręgowa                        | Klasa Okręgowa                        | Klasa Okręgowa                        | Klasa Okręgowa                        | Klasa Okręgowa                        | Klasa Okręgowa                        | Klasa Okręgowa                        | Klasa Okręgowa                        | Klasa Okręgowa                        | Klasa Okręgowa                        | Klasa Okręgowa                        | Klasa Okręgowa                        | Klasa Okręgowa                        | Klasa Okręgowa                        | Klasa Okręgowa                        | Klasa Okręgowa                        | Klasa Okręgowa                        | Klasa Okręgowa                        |
| Okręgowe       | V poziom ligowy                       | Klasa A - gr.I                        | Klasa A - gr.I                        | Klasa A - gr.I                        | Klasa A - gr.I                        | Klasa A - gr.I                        | Klasa A - gr.I                        | Klasa A - gr.I                        | Klasa A - gr.I                        | Klasa A - gr.I                        | Klasa A - gr.I                        | Klasa A - gr.I                        | Klasa A - gr.I                        | Klasa A - gr.I                        | Klasa A - gr.I                        | Klasa A - gr.I                        | Klasa A - gr.I                        | Klasa A - gr.I                        | Klasa A - gr.I                        | Klasa A - gr.I                        | Klasa A - gr.I                        | Klasa A - gr.I                        | Klasa A - gr.I                        | Klasa A - gr.I                        | Klasa A - gr.I                        | Klasa A - gr.I                        | Klasa A - gr.I                        | Klasa A - gr.I                        | Klasa A - gr.I                        | Klasa A - gr.I                        | Klasa A - gr.I                        | Klasa A - gr.I                        | Klasa A - gr.I                        | Klasa A - gr.I                        | Klasa A - gr.I                        | Klasa A - gr.I                        | Klasa A - gr.I                        | Klasa A - gr.I                        | Klasa A - gr.I                        | Klasa A - gr.I                        | Klasa A - gr.I                        | Klasa A - gr.I                        | Klasa A - gr.I                        | Klasa A - gr.I                        | Klasa A - gr.I                        | Klasa A - gr.I                        | Klasa A - gr.I                        | Klasa A - gr.I                        | Klasa A - gr.I                        | Klasa A - gr.I                        | Klasa A - gr.I                        | Klasa A - gr.I                        | Klasa A - gr.I                        | Klasa A - gr.I                        | Klasa A - gr.I                        | Klasa A - gr.I                        | Klasa A - gr.I                        | Klasa A - gr.I                        | Klasa A - gr.I                        | Klasa A - gr.I                        | Klasa A - gr.I                        |
| Okręgowe       | VI poziom ligowy                      | Klasa B - gr.I                        | Klasa B - gr.I                        | Klasa B - gr.I                        | Klasa B - gr.I                        | Klasa B - gr.I                        | Klasa B - gr.I                        | Klasa B - gr.I                        | Klasa B - gr.I                        | Klasa B - gr.I                        | Klasa B - gr.I                        | Klasa B - gr.I                        | Klasa B - gr.I                        | Klasa B - gr.I                        | Klasa B - gr.I                        | Klasa B - gr.I                        | Klasa B - gr.I                        | Klasa B - gr.I                        | Klasa B - gr.I                        | Klasa B - gr.I                        | Klasa B - gr.I                        | Klasa B - gr.II                       | Klasa B - gr.II                       | Klasa B - gr.II                       | Klasa B - gr.II                       | Klasa B - gr.II                       | Klasa B - gr.II                       | Klasa B - gr.II                       | Klasa B - gr.II                       | Klasa B - gr.II                       | Klasa B - gr.II                       | Klasa B - gr.II                       | Klasa B - gr.II                       | Klasa B - gr.II                       | Klasa B - gr.II                       | Klasa B - gr.II                       | Klasa B - gr.II                       | Klasa B - gr.II                       | Klasa B - gr.II                       | Klasa B - gr.II                       | Klasa B - gr.II                       | Klasa B - gr.III                      | Klasa B - gr.III                      | Klasa B - gr.III                      | Klasa B - gr.III                      | Klasa B - gr.III                      | Klasa B - gr.III                      | Klasa B - gr.III                      | Klasa B - gr.III                      | Klasa B - gr.III                      | Klasa B - gr.III                      | Klasa B - gr.III                      | Klasa B - gr.III                      | Klasa B - gr.III                      | Klasa B - gr.III                      | Klasa B - gr.III                      | Klasa B - gr.III                      | Klasa B - gr.III                      | Klasa B - gr.III                      | Klasa B - gr.III                      | Klasa B - gr.III                      |

## Klasa Okręgowa - IV poziom rozgrywkowy
| Poz. | Drużyna                     | M  | Z  | R | P  | Bramki | Punkty |
| ---- | --------------------------- | -- | -- | - | -- | ------ | ------ |
| 1    | Sokół Sokółka               | 22 | 17 | 3 | 2  | 64-18  | 37     |
| 2    | Wigry Suwałki               | 22 | 13 | 6 | 3  | 48-19  | 32     |
| 3    | Pogoń Łapy                  | 22 | 14 | 3 | 5  | 36-23  | 31     |
| 4    | Husar Nurzec                | 22 | 14 | 3 | 5  | 37-28  | 31     |
| 5    | Puszcza Hajnówka (b)        | 22 | 8  | 6 | 8  | 34-29  | 22     |
| 6    | Włókniarz II Białystok (b)  | 22 | 7  | 5 | 10 | 34-30  | 19     |
| 7    | Czarni Olecko               | 22 | 7  | 5 | 10 | 35-39  | 19     |
| 8    | ŁKS Start Łomża             | 22 | 6  | 7 | 9  | 37-54  | 19     |
| 9    | Społem Bielsk Podlaski      | 22 | 7  | 4 | 11 | 30-37  | 18     |
| 10   | Gwardia Białystok           | 22 | 6  | 4 | 12 | 34-35  | 16     |
| 11   | Skra Czarna Białostocka (s) | 22 | 3  | 4 | 15 | 17-43  | 10     |
| 12   | Warmia Grajewo              | 22 | 2  | 6 | 14 | 27-78  | 10     |

## Klasa A - V poziom rozgrywkowy
| Poz. | Drużyna                   | M  | Z | R | P | Bramki | Punkty |
| ---- | ------------------------- | -- | - | - | - | ------ | ------ |
| 1    | Jagiellonia Białystok (s) | 22 |   |   |   | 74-23  | 36     |
| 2    | Wissa Szczuczyn           | 22 |   |   |   | 53-43  | 29     |
| 3    | Cresovia Gołdap           | 22 |   |   |   | 51-28  | 27     |
| 4    | ZKS Zambrów               | 22 |   |   |   | 45-30  | 27     |
| 5    | AKS Augustów              | 22 |   |   |   | 52-41  | 27     |
| 6    | Pomorzanka Sejny          | 22 |   |   |   | 55-51  | 22     |
| 7    | KS Starosielce (b)        | 22 |   |   |   | 66-58  | 20     |
| 8    | Mazur II Ełk (b)          | 22 |   |   |   | 32-38  | 20     |
| 9    | Ognisko Białystok (s)     | 22 |   |   |   | 34-39  | 19     |
| 10   | LZS Ciechanowiec          | 22 |   |   |   | 36-65  | 16     |
| 11   | Orzeł Kolno               | 22 |   |   |   | 32-60  | 13     |
| 12   | Tur Turośń Kościelna (b)  | 22 |   |   |   | 24-78  | 8      |

- Tur Turośń Kościelna wycofał się z rozgrywek po sezonie.

## Klasa B - VI poziom rozgrywkowy
Grupa I
| Poz. | Drużyna              | M  | Z | R | P | Bramki | Punkty |
| ---- | -------------------- | -- | - | - | - | ------ | ------ |
| 1    | Pomorzan Prostki (b) | 18 |   |   |   | 66-28  | 30     |
| 2    | Wigry II Suwałki     | 18 |   |   |   | 49-20  | 26     |
| 3    | Strzała Nowa Wieś    | 18 |   |   |   | 43-35  | 21     |
| 4-5  | LKS Stawiski (b)     | 18 |   |   |   | 47-42  | 17     |
| 4-5  | Znicz Radziłów       | 18 |   |   |   | 47-42  | 17     |
| 6    | Biebrza Goniądz      | 18 |   |   |   | 40-36  | 16     |
| 7    | Czarni Wąsosz        | 18 |   |   |   | 32-43  | 16     |
| 8    | Promień Mońki        | 18 |   |   |   | 35-48  | 14     |
| 9    | Jasion Jasionówka    | 18 |   |   |   | 34-49  | 13     |
| 10   | Podlasiak Knyszyn    | 18 |   |   |   | 11-63  | 7      |

- Podlasiak Knyszyn oraz Strzała Nowa Wieś wycofały się z rozgrywek po sezonie.

Grupa II
| Poz. | Drużyna                      | M  | Z | R | P | Bramki | Punkty |
| ---- | ---------------------------- | -- | - | - | - | ------ | ------ |
| 1    | Cresovia Siemiatycze (s)     | 22 |   |   |   | 99-39  | 36     |
| 2    | Husar II Nurzec              | 22 |   |   |   | 80-43  | 32     |
| 3    | Żubr Białowieża              | 22 |   |   |   | 69-41  | 26     |
| 4    | LZS Szepietowo               | 22 |   |   |   | 65-50  | 26     |
| 5    | Żubr Drohiczyn               | 22 |   |   |   | 56-42  | 25     |
| 6    | Ruch Wysokie Mazowieckie (s) | 22 |   |   |   | 87-51  | 24     |
| 7    | Łoś Wasilków                 | 22 |   |   |   | 48-49  | 22     |
| 8    | Czarni Narew                 | 22 |   |   |   | 50-67  | 21     |
| 9    | Las Narewka                  | 22 |   |   |   | 58-80  | 19     |
| 10   | Orzeł Kleszczele             | 22 |   |   |   | 39-69  | 14     |
| 11   | LZS Czyżew                   | 22 |   |   |   | 32-62  | 7      |
| 12   | LZS Brańsk                   | 22 |   |   |   | 36-126 | 6      |

- Po sezonie Orzeł Kleszczele wycofał się z rozgrywek.

Grupa III
| Poz. | Drużyna                    | M  | Z  | R | P  | Bramki | Punkty |
| ---- | -------------------------- | -- | -- | - | -- | ------ | ------ |
| 1    | Motor Dojlidy              | 14 | 10 | 1 | 3  | 43-20  | 21     |
| 2    | Dąb Dąbrowa Białostocka    | 14 | 10 | 0 | 4  | 42-25  | 20     |
| 3    | Gryf Choroszcz (b)         | 14 | 8  | 2 | 4  | 42-28  | 18     |
| 4    | LZS Krynki                 | 14 | 8  | 1 | 5  | 43-26  | 17     |
| 5    | Supraślanka Supraśl        | 14 | 6  | 2 | 6  | 48-31  | 14     |
| 6    | Skra II Czarna Białostocka | 14 | 5  | 0 | 9  | 26-45  | 10     |
| 7    | Czarni Waliły              | 14 | 4  | 0 | 10 | 29-58  | 8      |
| 8    | LZS Kuźnica Białostocka    | 14 | 1  | 2 | 11 | 16-56  | 4      |
| 9    | LZS Uhowo (s)              |    |    |   |    |        |        |

- LZS Uhowo wycofał się po 10 kolejce, wszystkie wyniki anulowano.
- LZS Krynki wycofał się z rozgrywek po sezonie.

## Puchar Polski - rozgrywki okręgowe
- Wigry Suwałki : Włókniarz Białystok 3:2